# Bernabé López
Bernabé López (1808-1880) fue un intendente de la ciudad de Salta, ministro de gobierno de la provincia de Salta en dos oportunidades y Ministro de Relaciones Exteriores y Culto de la Confederación Argentina. Fue uno de los principales gestores de la Coalición del Norte contra Juan Manuel de Rosas.

## Biografía
Bernabé López nació en 1808 en la ciudad de Salta, hijo del coronel Jerónimo López y de la destacada patriota Juana Gabriela Moro. Tras cursar en su ciudad natal los estudios iniciales pasó a la Universidad Mayor Real y Pontificia San Francisco Xavier de Chuquisaca donde obtuvo el título de abogado.
De regreso a su provincia actuó como secretario de la Legislatura provincial y en 1831 fue Ministro de Gobierno del gobernador Rudecindo Alvarado. Al extenderse la guerra civil Bernabé López adhirió al Partido Unitario, por lo que al ser derrocado Alvarado tuvo que huir a Bolivia.
Regresó a su patria en 1835 para sumarse a la lucha contra los hermanos Alejandro y Felipe Heredia. Fracasada la última invasión del general unitario Javier López en 1836, Bernabé López fue tomado prisionero y encarcelado en San Miguel de Tucumán.
Al morir Alejandro Heredia, su hermano indultó a López y pudo retornar a Salta, donde el gobernador Manuel Solá le confió el Ministerio de Gobierno, cargo que desempeñó entre 1840 y 1841 y desde el que cooperó eficazmente en la organización de la Liga del Norte contra Juan Manuel de Rosas que gestaban Marco Avellaneda y Solá entre otros.
Fracasado el movimiento se vio forzado a emigrar nuevamente a Bolivia. Después de la batalla de Caseros, fue convocado por el general Justo José de Urquiza a la ciudad de Paraná (Argentina) para organizar la Corte de Justicia de la Nación, de acuerdo a lo establecido por la Constitución Argentina de 1853. 
En agosto de 1856 Urquiza le confió el Ministerio de Relaciones Exteriores y Culto de la Confederación Argentina en reemplazo de Juan María Gutiérrez. En septiembre de 1858 ante la guerra entre la Confederación Argentina y el Estado de Buenos Aires renunció al cargo y regresó a su provincia.
Alejado de la política nacional, estuvo al frente de la Intendencia Municipal de la ciudad de Salta desde enero de 1864 a diciembre de 1865 y ocupó algunos cargos en la Magistratura, retirándose luego a la vida privada. Murió el 9 de enero de 1880.